# Thyretes cooremani
Thyretes cooremani là một loài bướm đêm thuộc phân họ Arctiinae, họ Erebidae.